# Wenemar van Cuijk (1330-1390)
Wenemar van Cuijk (ca. 1330 - 1390) was heer van Cuijk en Grave (1382-1390) en voogd van Neerloon. 

## Heer van Cuijk en Grave
Wenemar volgde zijn neef Jan V (+ 1382) op als heer van Cuijk en Grave. Jan V had kort voor zijn dood verschillende bezittingen van de hand gedaan. Hoogstraten had hij verkocht aan zijn neef Jan IV van Hoogstraten; Asten werd verkocht aan Gerard van Berkel en Ricoud de Cocq. Hendrik, vader van Jan IV van Hoogstraten, had reeds in 1364 zijn rechten op de heerlijkheid Cuijk laten afkopen. Na het overlijden van Jan III waren zijn resterende bezittingen verdeeld onder zijn drie overlevende zonen, waarbij Wenemar de Cuijkse allodia te Meteren en Malsen, in Gelders gebied, kreeg. 

## Huwelijk en kinderen
Wenemar huwde ca. 1360 met Aleydis de Cocq van Opijnen. Ze hadden 6 kinderen:
- Jan VI van Cuijk, heer van Cuijk en Grave 1380-1394.
- Jan van Cuijk de jongere.
- Johanna van Cuijk, vrouwe van Cuijk (1394-1400) en Grave (1394-1399)
- Katharina van Cuijk (ca. 1365 – voor 1418), huwde met Herbaren van Heukelom, heer van Acqoy.
- Elisabeth van Cuijk (ca. 1365 – na 1423), huwde met Jan van Tiel (Eyll), ook genaamd Jan van Meteren, schepen van Deil.
- Jutta van Cuijk, huwde met Willem Pieck.

## Tussen Brabant en Gelre
Wenemar en zijn zoon en opvolger Jan VI van Cuijk raakten verstrikt in de strijd tussen het hertogdom Brabant en het hertogdom Gelre. In 1356 werd het land van Cuijk, tot op dat moment rijksleen, door keizer Karel IV tot Brabants leen gemaakt; Grave was reeds in 1323 een Brabants leen geworden.
Wenemar was dus een leenman van de hertog van Brabant. Hij was echter getrouwd met een Gelderse en koos in het geschil tussen Brabant en Gelre de kant van Gelre, zoals onder meer blijkt uit het feit dat in de zomer van 1384 huwelijksvoorwaarden werden opgemaakt voor een huwelijk tussen Wenemars zoon Jan VI en Johanna, bastaarddochter van Willem I van Gelre. Het conflict tussen Brabant en Gelre werd beëindigd in 1388; de ratificatie volgde in 1390.

## Belangrijkste bronnen en literatuur
- Over de heren van Cuijk
  - J.J.F. WAP, Geschiedenis van het Land en der Heeren van Cuyk (Utrecht, 1858). E. ADRIAENSEN, ‘De Heeren van Cuyk van Hoogstraten en van Mierop’, in: Taxandria, 3 (1906) 160-182
  - H. OBREEN, Bijdragen tot de Geschiedenis der oudste Heeren van Hoogstraten (XIII° en XIV° eeuwen), in: Tijdschrift Koninklijke Hoogstratense Oudheidkundige Kring, 4 (1936) 341-356
  - H.B.M. ESSINK, Een onderzoek naar de absolute rechten van de heren van Cuijk: een bijdrage tot de rechtsgeschiedenis van het land van Cuijk en de stad Grave (z.p., 1968)
  - J.A. COLDEWEIJ, De Heren van Kuyc 1096-1400 (Leiden, 1982). G. GRAAT, Het Geslacht van Cuijk (Haps, 2008)
- Over Wenemar
  - J. VERZIJL, ‘Wenemar van Cuyck’, in: NNBW, 9 (Leiden 1933) kol. 190
  - H. van Cuyck & V. Lambert, ‘De ene Cuyck is de andere niet. De familie van Cuyck in Culemborg en hun verwantschap tot de heren van Cuijk’, academia.edu, 2014.